# Протей (спутник)
Проте́й (др.-греч. Πρωτεύς), известный также как Нептун VIII, — второй по размерам спутник Нептуна и крупнейший его внутренний спутник. Протей также является самым крупным несферическим спутником в Солнечной системе. Назван в честь Протея, морского божества в древнегреческой мифологии.

## Открытие

Единственное цветное фото Протея с «Вояджера-2»

Карта передней и задней сторон Протея

Протей был обнаружен на снимках, полученных с космического аппарата «Вояджер-2» во время пролёта Нептуна в 1989 году. Спутнику было присвоено временное обозначение S/1989 N 1.
Об открытии спутника было объявлено 7 июля 1989 года. Американские учёные Стивен Синнот и Брэдфорд Смит сообщили, что спутник «наблюдался в 17 кадрах, полученных в течение 21 дня».
Официальное название спутнику было присвоено 16 сентября 1991 года.

## Характеристики
Размеры спутника составляют 440 × 416 × 404 км, он крупнее Нереиды, другого спутника Нептуна. Однако Протей не был открыт наземными телескопами, так как находится близко к планете, что не позволило земным наблюдателям обнаружить его за блеском Нептуна.
Поверхность Протея покрыта кратерами, из которых только один имеет официальное название — Фарос. Этот кратер является точкой отсчёта координат на спутнике. Протей не проявляет никаких признаков возможной геологической активности. Учёные считают, что, учитывая размеры спутника, со временем он может принять сферическую форму под действием собственной гравитации. Так, спутник Сатурна Мимас имеет сферическую форму, хотя, по оценкам, уступает Протею по массе.